# مجزرة كنيسة سواي
مجزرة كنيسة سواي (بالإندونيسية: Pembantaian Gereja Suai) حدثت في 6 سبتمبر 1999 في سواي مقاطعة كوفا ليما في جنوب غرب تيمور الشرقية، وذلك بعد يومين من إعلان نتائج استفتاء الاستقلال.

## المذبحة
وفقًا للجنة التحقيق الدولية حول تقرير تيمور الشرقية إلى الأمين العام للأمم المتحدة، لجأ عدة مئات من الأشخاص إلى كنيسة أفي ماريا من هجمات شنتها ميليشيا لاكسور المؤيدة لإندونيسيا في المدينة. ثم قامت الميليشيا بدعم من الجيش الإندونيسي بقتل ما يصل إلى 200 شخص. تم التعرف على 26 جثة تم دفنها عبر الحدود في تيمور الغربية، لكن شهود العيان يزعمون أن عددًا أكبر بكثير قد قتلوا.
حوكم في إندونيسيا خمسة مسؤولين إندونيسيين، وهم: المقدم ليليك كوسارديانتو والنقيب أحمد سيمسودين واللفتنانت سوجيتو والشرطي العقيد جاتوت سوبياكتورو ورئيس المنطقة هيرمان سيديونو في إندونيسيا على هذه الجرائم ولكن تمت تبرئتهم. حددتهم الأمم المتحدة وأحد عشر رجلاً آخرين في لائحة اتهام قدمتها وحدة الجرائم الخطيرة التابعة للأمم المتحدة في ديلي، متهمة إياهم بـ 27 تهمة بارتكاب جرائم ضد الإنسانية، بما في ذلك القتل والإبادة والاختفاء القسري والتعذيب والترحيل.